# Tomasz Woodhouse
Tomasz Woodhouse SJ, (ang.) Thomas Woodhouse (ur. ?, zm. 19 czerwca 1573 w Tyburn) – angielski prezbiter, męczennik i błogosławiony Kościoła katolickiego, ofiara prześladowań antykatolickich w Anglii okresu reformacji.
Po przyjęciu w 1558 roku sakramentu święceń podjął apostolat jako proboszcz jednej z parafii w hrabstwie Lincoln. Gdy rozpoczęły się prześladowania katolików po objęciu tronu przez Elżbietę I Tudor ukrywał się w Walii, pracując jako prywatny wychowawca i nauczyciel. Aresztowany został 14 lipca 1561 roku, pod fałszywym zarzutem udziału w spisku przeciwko królowej i przez kolejnych dwanaście lat pobytu w więzieniach prowadził działalność duszpasterską wśród więźniów dla nawracania ich na katolicyzm. Działalność ta przyniosła efekty w postaci konwersji. W tym czasie wystąpił z pisemną prośbą do papieża o zgodę na wstąpienie do Towarzystwa Jezusowego i jego prośba została zaakceptowana. 
Po wysłaniu 19 listopada 1572 roku, do nowo mianowanego lorda skarbnika Williama Cecila memoriału, dotyczącego relacji prawnych królowej ze zwierzchnikiem Kościoła w osobie Piusa V, wytoczono mu proces o zdradę stanu i w kwietniu z 1573 skazano na śmierć. 
Wyrok wykonano przez powieszenie w Tyburn.
Otoczonego kultem Tomasz Woodhouse beatyfikował papież Leon XIII 29 grudnia 1886 roku w grupie pięćdziesięciu czterech ofiar prześladowań tego okresu i uznawany jest za pierwszego męczennika wśród angielskich jezuitów.
Wspomnienie liturgiczne błogosławionego Tomasza Woodhouse'a w Kościele katolickim obchodzone jest w dzienną rocznicę śmierci (19 czerwca).